# Umberto Saba

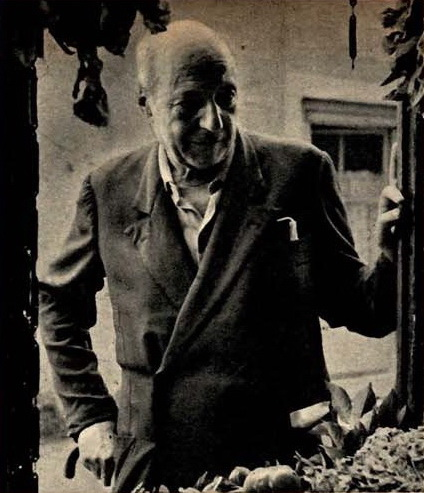
Umberto Saba

Umberto Saba (9 de março de 1883 - 26 de agosto de 1957) foi um poeta e romancista italiano, nascido Umberto Poli no cosmopolita porto mediterrâneo de Trieste, quando era a quarta maior cidade do Império Austro-Húngaro. Poli assumiu o pseudônimo de "Saba" em 1910, e seu nome foi oficialmente mudado para Umberto Saba em 1928. A partir de 1919 foi proprietário de uma livraria antiquária em Trieste. Ele sofreu de depressão por toda a sua vida adulta.

## Biografia
Nasceu em  Trieste, no dia 9 de março de 1883, onde passaria a maior parte de sua vida. Em 1908, Umberto Saba casa-se com Carolina Wolfer, musa da personagem Lina, presente em seu canzoniere.
Umberto Saba depois da Grande Guerra comprou uma livraria antiquária, da qual se distancia quando começa a Segunda Grande Guerra. Sendo ele judeu e se vendo perseguido, acossado pelas leis raciais do fascismo/nazismo que se impunha sobre a Itália, Saba teve que se esconder durante a Guerra.
Como escritor, Umberto Saba foi um poeta e romancista, por vezes considerado participante da tendência poética italiana chamada de hermetismo, mas também considerado como um antagonista desta. Saba fazia parte do círculo de artistas proeminentes de Trieste, que incluía seu amigo de longa data e outro grande poeta triestino Virgilio Giotti.
Morreu em Gorizia, em 25 de agosto de 1957.

## Poemas
- Poems (1911)
- With My Eyes (1912)
- What Remains for Poets To Do (1912)
- Songbook (1921)
- Prelude and Songs (1923)
- Autobiography (1924)
- The Prisoners 1924
- Figures and Songs (1926)
- Prelude and Flight (1928)
- Words (1934)
- A Small Town Team (1939)
- Last Things (1944)
- Mediterranean (1947)
- Scorciatoie e raccontini (1946)
- Birds – Nearly a Story (1951)
- Ernesto (escrito 1953, publicado 1975)